# USS Pensacola
Vier Schiffe der United States Navy trugen den Namen Pensacola bzw. USS Pensacola:
- Pensacola (Schiff, 1861), ein Dampfschiff, in Dienst von 1861 bis 1911
- USS Pensacola (AK-7), ein Dampfschiff, in Dienst von 1917 bis 1925
- Pensacola (Schiff, 1930), ein Schwerer Kreuzer und Typschiff der Pensacola-Klasse, in Dienst von 1930 bis 1946
- USS Pensacola (LSD-38), ein Landungsfahrzeug der Anchorage-Klasse, in Dienst von 1971 bis 1999